# Балка Довжик
Балка Довжик — балка (річка) в Україні у Бахмутському й Шахтарському районах Донецької області. Права притока річки Булавинки (басейн Азовського моря).

## Опис
Довжина балки приблизно 9,08 км, найкоротша відстань між витоком і гирлом — 7,51  км, коефіцієнт звивистості річки — 1,21 . Формується декількома балками та загатами.

## Розташування
Бере початок на південно-західній стороні від міста Дебальцеве. Тече переважно на південний захід через селище Булавинське і у селі Комишатка впадає у річку Булавинку, ліву притоку річки Кринки.

## Цікаві факти
- Від витоку балки на північно-західній стороні на відстані приблизно 1,22 км пролягає автошлях М04[4] ((Знам'янка — Луганськ — Ізварине (державний кордон з Росією) — автомобільний шлях міжнародного значення на території України).
- У XX столітті на балці існували газова свердловина, шахта Булавинська та декілька териконів[2].